# Ciclisme als Jocs Olímpics d'estiu 2008 - Puntuació femenina
La cursa de puntuació masculina dels Jocs Olímpics de Pequín es va disputar el 18 d'agost de 2008 al velòdrom de Laoshan.
Aquesta cursa de ciclisme en pista es corre individualment i guanya el ciclista que aconsegueix més punts al final dels 25 km (100 voltes) a recórrer. Durant la cursa els ciclistes poden aconseguir punts de dues maneres: la primera consisteix a guanyar una volta al grup, amb la qual cosa es guanyen 20 punts. Aquesta mateixa norma fa que si un ciclista perd volta també perd 20 punts. L'altra manera de puntuar és prendre part en els esprints que es disputen cada 10 voltes. Els 4 primers classificats reben 5, 3, 2 i 1 punt respectivament.
La vencedora fou la neerlandesa Marianne Vos, única ciclista en aconseguir una voltra extra, seguida de la cubana Yoanka González i l'espanyola Leire Olaberria, que aconseguí la medalla en el darrer esprint en aconseguir tres punts i empatar a punts amb la colombiana María Luisa Calle, a la qual superà per haver puntuat en més esprints.

## Medallistes
| Or           | Plata           | Bronze          |
| Marianne Vos | Yoanka González | Leire Olaberria |

## Resultats[3]
| Posició | Nom                  | Punts a l'esprint | Voltes extres | Punts Totals |
| ------- | -------------------- | ----------------- | ------------- | ------------ |
| Or      | Marianne Vos         | 10                | 1             | 30           |
| Argent  | Yoanka González      | 18                | 0             | 18           |
| Bronze  | Leire Olaberria      | 12                | 0             | 13           |
| 4       | María Luisa Calle    | 13                | 0             | 13           |
| 5       | Léssia Kalitovska    | 10                | 0             | 10           |
| 6       | Katherine Bates      | 10                | 0             | 10           |
| 7       | Pascale Jeuland      | 8                 | 0             | 8            |
| 8       | Olga Slyusareva      | 8                 | 0             | 8            |
| 9       | Gina Grain           | 6                 | 0             | 6            |
| 10      | Yan Li               | 6                 | 0             | 6            |
| 11      | Rebecca Romero       | 3                 | 0             | 3            |
| 12      | Svetlana Pauliukaite | 2                 | 0             | 2            |
| 13      | Lada Kozliková       | 2                 | 0             | 2            |
| 14      | Vera Carrara         | 1                 | 0             | 1            |
| 15      | Wan Yiu Wong         | 0                 | 0             | 0            |
| 16      | Evelyn García        | 0                 | 0             | 0            |
| 17      | Catherine Cheatley   | 0                 | 0             | 0            |
| 18      | Trine Schmidt        | 0                 | 0             | 0            |
| 19      | Minhye Le            | 0                 | -2            | -40          |
| -       | Sarah Hammer         |                   |               | DNF          |
| -       | Satomi Wadami        |                   |               | DNF          |
| -       | Verena Jooss         |                   | -1            | DNF          |

DNF - No finalitza